# Nicholas A. Kotov
Nicholas A. Kotov (nacido el 29 de agosto de 1965 en Moscú, URSS ) es el Profesor Distinguido Irving Langmuir de Ciencias Químicas e Ingeniería en la Universidad de Míchigan en Ann Arbor, MI, EE. UU. El profesor Nicholas Kotov demostró que la capacidad de autoorganizarse en estructuras complejas es la propiedad unificadora de todas las nanoestructuras inorgánicas. Ha desarrollado una familia de materiales compuestos bioinspirados con un amplio espectro de propiedades hasta ahora inalcanzables en los materiales clásicos. Estos materiales compuestos biomiméticos se ejemplifican en sus compuestos de nácar, ultrarresistentes pero transparentes, sus compuestos de esmalte, rígidos pero aislantes de las vibraciones, y sus membranas de cartílago de gran resistencia y conductividad iónica. 

## Trabajo
La investigación de Kotov se centra en el desarrollo de nanocomposites biomiméticos, el autoensamblaje de nanopartículas  y las nanoestructuras quirales. Utilizando el ensamblaje capa por capa (LbL), Kotov preparó un amplio espectro de nanocompuestos similares a nácares, incluidos los de arcilla  y óxido de grafito. Demostró que los compuestos biomiméticos a base de arcilla pueden alcanzar propiedades mecánicas comparables a algunas calidades de acero sin perder transparencia. Este descubrimiento impulsó el desarrollo de nuevos métodos de producción masiva de materiales similares al nácar a partir de una gran variedad de nanoplanchas inorgánicas. Aunque se inspiran en materiales naturales, estos compuestos superan con creces las propiedades de sus prototipos naturales y añaden otras propiedades ópticas, eléctricas, térmicas y de membrana.
Kotov amplió el concepto de nanoestructuras biomiméticas a nanopartículas inorgánicas. Estableció que, al igual que muchas proteínas y otras biomoléculas, las nanopartículas pueden autoorganizarse en cadenas, láminas, nanocables, cintas retorcidas  y nanohélices, y suprapartículas esféricas que replican cápsides virales.
Los trabajos de Kotov establecieron que el comportamiento biomimético de autoensamblaje de nanopartículas se origina en las interacciones entre partículas a nanoescala, en las que la quiralidad también desempeña un papel destacado. Sus estudios sobre el autoensamblaje de nanoestructuras quirales han conducido al desarrollo de ensamblajes de nanopartículas con una complejidad superior a la de los organismos biológicos.

## Carrera educativa e investigadora.

### Educación y carrera temprana
Kotov se licenció (1987) y doctoró (1990) en Química por la Universidad Estatal de Moscú, donde sus investigaciones versaron sobre interfaces líquido-líquido que imitan membranas celulares para la conversión de energía solar. Tras licenciarse, ocupó un puesto de posdoctorado en el grupo de investigación del profesor Janos Fendler, en el Departamento de Química de la Universidad de Siracusa (Nueva York), donde trabajó en la síntesis y ensamblaje de nanopartículas en interfaces.

### Carrera investigadora independiente
Kotov empezó a trabajar como profesor adjunto de Química en la Universidad Estatal de Oklahoma, en Stillwater (Oklahoma), en 1996, y ascendió a profesor asociado en 2001. En 2003 se trasladó a la Universidad de Míchigan, donde ahora es Catedrático Irving Langmuir de Ciencias Químicas e Ingeniería.

## Premios
- 2021. Thurnbull Lectureship (Materials Research Society)[25]
- 2021. Premio del Foro de Ciencia e Ingeniería a Nanoescala, (Instituto Americano de Ingenieros Químicos)[26]
- 2020. Academia Nacional de Inventores[27]
- 2020. Premio Alpha Chi Sigma (Instituto Americano de Ingenieros Químicos)[28]
- 2020. Premio Newton (Departamento de Defensa)[29]
- 2020. Catedrático Irving Langmuir de Ciencias Químicas e Ingeniería [30]
- 2020. Beca Batsheva de Rothschild (Academia Israelí de Ciencias y Humanidades)
- 2020. Conferenciante Melville (Universidad de Cambridge, Reino Unido).
- 2019. Conferenciante IMX (Escuela Politécnica Federal de Lausana)
- 2018. Beca Vannevar Bush (Departamento de Defensa de Estados Unidos)[31]
- 2018. Premio de materia blanda y química biofísica (Real Sociedad de Química).[32]
- 2017. Premio de Investigación Alexander von Humboldt (Fundación Humboldt).[33]
- 2017. Van 't Hoff Lecturer (Universidades de Utrecht, Ámsterdam y Leiden).
- 2017. Premio de Química de Coloides (Sociedad Americana de Química, ACS).[34]
- 2016. Premio Stephanie L. Kwolek (Real Sociedad de Química, RSC).[35]
- 2016. Beca August T. Larsson (Sveriges Lantbruksuniversitet).
- 2016. Senior Fulbright Fellow (Fundación y Comisión Fulbright).
- 2016. Medalla de la UNESCO para el Desarrollo de la Nanociencia y las Nanotecnologías.  [36]
- 2014. Medalla de la Sociedad de Investigación de Materiales (con el profesor S. Glotzer).[37]
- 2014. Premio a lo mejor de las nuevas tecnologías (Popular Science)
- 2014. Miembro de la Sociedad de Investigación de Materiales  (MRS)[38]
- 2014. Conferenciante de la MRL (Instituto de Tecnología de California).
- 2014. Conferenciante del IIN Frontiers in Nanotechnology (Universidad Northwestern).
- 2013. Miembro de la Real Sociedad de Química (RSC)
- 2013. Premio Langmuir Lectureship (Sociedad Americana de Química, ACS)
- 2012. Premio Stine de Investigación de Materiales (Instituto Americano de Ingenieros Químicos, AIChE).[39]
- 2012. Premio al equipo de investigación de la familia Kennedy (UM)
- 2011. Los 100 mejores científicos de materiales en 2000-2010 (Thomson Reuters)[40]
- 2011.  Los 100 mejores químicos de 2000-2010  (Thomson Reuters)[41]
- 2008. Premio Gutenberg (Gobierno de Alsacia)
- 2008. Premio al Inventor Universitario (USPTO, Fundación Kauffman del Espíritu Empresarial)
- 2008. Los 10 mejores descubrimientos del año (Wired Magazine)[42]
- 2007. Premio a la Excelencia en Investigación de la Facultad de Ingeniería (Universidad de Míchigan)
- 2007. Premio Caddell (Universidad de Míchigan)
- 2007. Presidente de la Gordon Research Conference "Supramolecular Chemistry" (GRC)
- 2006. Becario Welliver (The Boeing Co.)
- 2006. Gran Prix, Materials Research Society Entrepreneurship Challenge (MRS)[43]
- 2003. Presidente de la Gordon Research Conference "Thin Organic Films" (GRC)
- 1998. Premio NSF CAREER (National Science Foundation, NSF)[44]
- 1996. Beca Humboldt (Fundación Humboldt, Alemania).[33]
- 1987.Diploma de Honor (diploma con distinción = summa cum laude, Moscow State U.)
- 1986. Beca Mendeleev (Universidad Estatal de Moscú, Rusia).